# Goshen (Indiana)
Goshen é uma cidade localizada no estado americano de Indiana, no Condado de Elkhart.

## Demografia
Segundo o censo americano de 2000, a sua população era de 29.383 habitantes.
Em 2006, foi estimada uma população de 31.882, um aumento de 2499 (8.5%).

## Geografia
De acordo com o United States Census Bureau tem uma área de
34,7 km², dos quais 34,2 km² cobertos por terra e 0,5 km² cobertos por água. Goshen localiza-se a aproximadamente 244 m acima do nível do mar.

## Localidades na vizinhança
O diagrama seguinte representa as localidades num raio de 16 km ao redor de Goshen.